# Liste der Länderspiele der mauritischen Futsalnationalmannschaft
Die nachfolgende Liste enthält alle Länderspiele der mauritischen Futsalnationalmannschaft der Männer, die der Fußballverband von Mauritius, die Mauritius Football Association (MFA), im Jahr 2017 gegründet hat. Futsal ist die einzige von der FIFA anerkannte Variante des Hallenfußballs. Bisher wurden drei Länderspiele ausgetragen, von denen jedoch eins von der FIFA nicht anerkannt wird.

## Länderspielübersicht
Legende
- Erg. = Ergebnis
- n. V. = nach Verlängerung
- i. S. = im Sechsmeterschießen
- abg. = Spielabbruch
- H = Heimspiel
- A = Auswärtsspiel
- * = Spiel auf neutralem Platz
- Hintergrundfarbe grün = Sieg
- Hintergrundfarbe gelb = Unentschieden
- Hintergrundfarbe rot = Niederlage

| Nr.                    | Datum      | Erg. | Gegner    |   | Austragungsort                      | Anlass                                       | Bemerkungen |
| ---------------------- | ---------- | ---- | --------- | - | ----------------------------------- | -------------------------------------------- | --- |
| 1                      | 16.03.2018 | 7:2  | Komoren   | H | Vacoas-Phoenix, Paillotte Gymnasium | Mauritius International Futsal Challenge Cup | Erstes Heimspiel Erster Sieg Erster Heimsieg Höchster Sieg Höchster Heimsieg Erstes Länderspiel gegen die Komoren                                       |
| 2                      | 17.03.2018 | 2:4  | Réunion   | H | Vacoas-Phoenix, Paillotte Gymnasium | Mauritius International Futsal Challenge Cup | Länderspiel wird von der FIFA nicht anerkannt, da Réunion kein FIFA-Mitglied ist Erste Niederlage Erste Heimniederlage Erstes Länderspiel gegen Réunion |
| 3                      | 18.03.2018 | 3:5  | Südafrika | H | Vacoas-Phoenix, Paillotte Gymnasium | Mauritius International Futsal Challenge Cup | Höchste Niederlage Höchste Heimniederlage Erstes Länderspiel gegen Südafrika                                                                            |
| Stand: 27. August 2018 |            |      |           |   |                                     |                                              | |

## Statistik
In der Statistik werden nur die offiziellen Länderspiele berücksichtigt.
Legende
- Sp. = Spiele
- Sg. = Siege
- Uts. = Unentschieden
- Ndl. = Niederlagen
- Hintergrundfarbe grün = positive Bilanz
- Hintergrundfarbe gelb = ausgeglichene Bilanz
- Hintergrundfarbe rot = negative Bilanz

### Gegner
| Land      | Kontinentalverband | Sp. | Sg. | Uts. | Ndl. | Torverhältnis |
| --------- | ------------------ | --- | --- | ---- | ---- | ------------- |
| Komoren   | CAF                | 1   | 1   | 0    | 0    | 7:2           |
| Réunion   | CAF                | 1   | 0   | 0    | 1    | 2:4           |
| Südafrika | CAF                | 1   | 0   | 0    | 1    | 3:5           |
| Gesamt    | Gesamt             | 3   | 1   | 0    | 2    | 12:11         |

### Kontinentalverbände
| Kontinentalverband                 | Sp. | Sg. | Uts. | Ndl. | Torverhältnis |
| ---------------------------------- | --- | --- | ---- | ---- | ------------- |
| AFC (Asien)                        | 0   | 0   | 0    | 0    | 0:0           |
| CAF (Afrika)                       | 3   | 1   | 0    | 2    | 12:11         |
| CONCACAF (Nord- und Mittelamerika) | 0   | 0   | 0    | 0    | 0:0           |
| CONMEBOL (Südamerika)              | 0   | 0   | 0    | 0    | 0:0           |
| OFC (Ozeanien)                     | 0   | 0   | 0    | 0    | 0:0           |
| UEFA (Europa)                      | 0   | 0   | 0    | 0    | 0:0           |
| Gesamt                             | 3   | 1   | 0    | 2    | 12:11         |

### Anlässe
| Anlass                                              | Sp. | Sg. | Uts. | Ndl. | Torverhältnis |
| --------------------------------------------------- | --- | --- | ---- | ---- | ------------- |
| Mauritius International Futsal-Challenge-Cup-Spiele | 3   | 1   | 0    | 2    | 12:11         |
| Freundschaftsspiele                                 | 0   | 0   | 0    | 0    | 0:0           |
| Gesamt                                              | 3   | 1   | 0    | 2    | 12:11         |

### Spielarten
| Spielart                       | Sp. | Sg. | Uts. | Ndl. | Torverhältnis |
| ------------------------------ | --- | --- | ---- | ---- | ------------- |
| Heimspiele (H)                 | 3   | 1   | 0    | 2    | 12:11         |
| Spiele auf neutralem Platz (*) | 0   | 0   | 0    | 0    | 0:0           |
| Auswärtsspiele (A)             | 0   | 0   | 0    | 0    | 0:0           |
| Gesamt                         | 3   | 1   | 0    | 2    | 12:11         |

### Austragungsorte
| Austragungsort | Land      | Sp. | Sg. | Uts. | Ndl. | Torverhältnis |
| -------------- | --------- | --- | --- | ---- | ---- | ------------- |
| Vacoas-Phoenix | Mauritius | 3   | 1   | 0    | 2    | 12:11         |
| Gesamt         | Gesamt    | 3   | 1   | 0    | 2    | 12:11         |

### Spielergebnisse
|      | Gegentore | Gegentore | Gegentore | Gegentore | Gegentore | Gegentore |
| Tore | 0         | 1         | 2         | 3         | 4         | 5         |
| ---- | --------- | --------- | --------- | --------- | --------- | --------- |
| 0    | -         | -         | -         | -         | -         | -         |
| 1    | -         | -         | -         | -         | -         | -         |
| 2    | -         | -         | -         | -         | 1         | -         |
| 3    | -         | -         | -         | -         | -         | 1         |
| 4    | -         | -         | -         | -         | -         | -         |
| 5    | -         | -         | -         | -         | -         | -         |
| 6    | -         | -         | -         | -         | -         | -         |
| 7    | -         | -         | 1         | -         | -         | -         |